# Ducati Darmah
La Darmah est un modèle de motocyclette du constructeur italien Ducati.
Le premier projet est présenté au salon de Bologne en 1976. Cette machine se veut plus routière que le reste de la production de la marque.
Les premiers modèles de SD Darmah arrivent en concession en mai 1977.
Darmah est le nom du tigre apprivoisé du corsaire oriental Sandokan dans le roman de Salgari. À l'époque (1976 - 1978), le feuilleton télévisé tiré de ce roman feuilleton populaire était un vrai phénomène de société en Italie. Pour cette raison, une tête de tigre orne les caches latéraux.
Le design fut confié à Leo Tartarini.
La Darmah utilise un moteur issu de la 860 GTS, le bicylindre en V ouvert à 90° de 863,9 cm³. La principale évolution est l'adaptation à ce bloc de la distribution desmodromique, et l'adoption de la boîte de vitesses avec sélecteur à gauche.
Le cadre est un double berceau tubulaire en acier, interrompu sous le moteur.

La fourche télescopique provient de chez Ceriani ou de chez Marzocchi.

Le freinage est assuré par trois disques de 280 mm de diamètre, pincés par des étriers Brembo.

Elle est la première machine de la marque à être équipée en série d'un amortisseur de direction.
Les jantes à cinq branches sont des Campagnolo, puis des Speedligne et des FPS.
La première année, elle fut disponible en rouge, avec une bande blanche qui court de chaque côté de la machine. L'année suivante, elle reprit les couleurs noir et or de la 900 SS.
En 1978, une version appelée SD Sport reçoit des carburateurs de 40 mm de diamètre et des silencieux Conti.
Parallèlement, le salon de Bologne voit la présentation de la SSD Supersport Darmah. Elle représente une évolution plus routière de la 900 SS.

Elle adopte un démarreur électrique et les carburateurs de la SD Sport. La béquille centrale est secondée par une latérale.

Le carénage tête de fourche est également copié sur celui de la 900 SS. 
Une dernière version sort en 1981, avec des sacoches et un carénage tête de fourche plus protecteur.